# Статья 9 Конвенции о защите прав человека и основных свобод
Статья 9 Европейской конвенции о правах человека предусматривает право на свободу мысли, совести и религии. Это включает в себя свободу менять религию или убеждения и исповедовать религию или убеждения в богослужении, обучении, обрядах с учетом определенных ограничений, которые «соответствуют закону» и «необходимы в демократическом обществе».

## Текст статьи
Статья 9 – Свобода мысли, совести и религии
1. Каждый имеет право на свободу мысли, совести и религии; это право включает свободу менять свою религию или убеждения и свободу исповедовать свою религию или убеждения как индивидуально, так и сообща с другими, публичным или частным порядком в богослужении, обучении, отправлении религиозных и культовых обрядов.

2. Свобода исповедовать свою религию или убеждения подлежит лишь тем ограничениям, которые предусмотрены законом и необходимы в демократическом обществе в интересах общественной безопасности, для охраны общественного порядка, здоровья или нравственности или для защиты прав и свобод других лиц.

## История
- Cuius regio, eius religio был принципом европейского международного права, начиная с XVI века после протестантской реформации, который установил свободу религии для государств, но не отдельных лиц.
- Первая поправка к Конституции США была одной из первых правовых гарантий свободы религии без ссылки на какую-либо конкретную религию.
- Статья X Французской декларации прав человека и гражданина, которая повлияла на Европейскую конвенцию, провозглашает свободу религиозных убеждений.

## Прецедентное право
- Европейский суд по правам человека:
  - Бускарини и другие против Сан-Марино (требование религиозной клятвы на государственной должности не допускается)
  - Коккинакис против Греции (криминализация прозелитизма, как это определено в греческом законодательстве)
  - Лейла Шахин против Турции (разрешен запрет университетов на исламские платки)
  - Пишон и Сажу против Франции (нет права отказываться от поставки противозачаточных средств по религиозным мотивам)
  - Лаутси против Италии (требование закона о размещении распятия в школьных классах разрешено)
  - S.A.S. против Францияи (Французский запрет на закрытие лица разрешен)